# Jussi Jaatinen
Jussi Jaatinen (Espoo, Finland, 1974) is een Fins dirigent die woont en werkt in Nederland.

## Opleiding
Na zijn studies viool en muziektheorie aan de Sibelius Akademie in Helsinki, verhuisde Jaatinen in 1998 naar Nederland. Hij studeerde orkestdirectie bij Jurjen Hempel en Ernst van Tiel aan het Rotterdams Conservatorium, waar hij in 2002 afstudeerde. Daarna studeerde hij verder aan het Koninklijk Conservatorium in Den Haag en aan de Zuid-Nederlandse Hogeschool voor Muziek, bij Jac van Steen. In 2005 studeerde hij af met het Brabants Orkest. Hij volgde verder masterclasses van o.a. Peter Eötvös, Jorma Panula en Lucas Vis. In 2004  won hij de Anton Kersjesbeurs voor jonge dirigenten.

## Activiteiten
Jaatinen werkte onder andere met het Asko Ensemble, Holland Symfonia, het Gaida Ensemble (Vilnius), het Maarten Altena Ensemble, Orkest de Volharding, Slagwerkgroep Den Haag, het Aarre Ensemble (door o.a. Jaatinen zelf opgericht), Das Neue Ensemble (Hannover), Champ d’Action, het Schleswig-Holstein Festival Orchester, het Zeeuws Orkest, het Philips Orkest, het Doelenensemble en het Nederlands Strijkers Gilde. Momenteel is hij vaste dirigent van het Orkest de Volharding, het Utrechts Blazers Ensemble, het Domstad Jeugd Orkest, het Ulysses ensemble en het kamerorkest Pulcinella.